# Premi César 2000

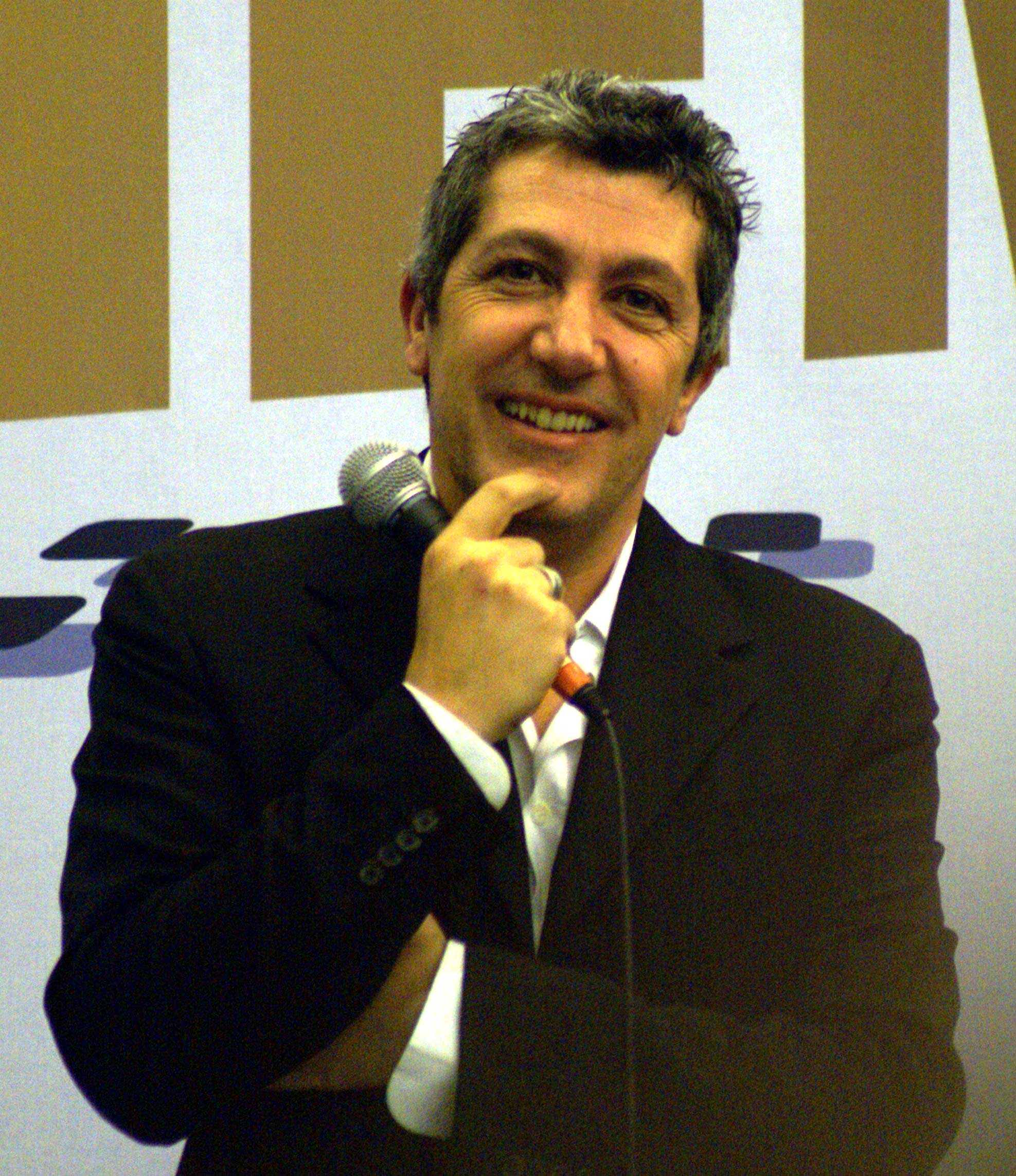
Alain Chabat presentatore della cerimonia

La cerimonia di premiazione della 25ª edizione dei Premi César si è svolta il 19 febbraio 2000 al Théâtre des Champs-Élysées di Parigi. È stata presieduta da Alain Delon e presentata da Alain Chabat. È stata trasmessa da Canal+.
Il film che ha ottenuto il maggior numero di candidature (otto) è stato La ragazza sul ponte (La fille sur le pont) di Patrice Leconte, mentre il film che ha vinto il maggior numero di premi (quattro) è stato Sciampiste & Co. (Vénus beauté (Institut)) di Tonie Marshall.

## Vincitori e candidati
I vincitori sono indicati in grassetto, a seguire gli altri candidati.

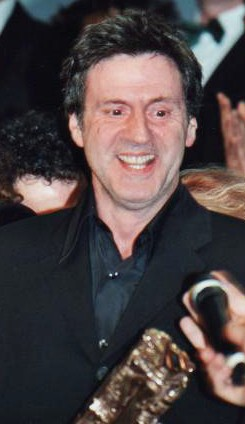
Daniel Auteuil con il César ricevuto come migliore attore

### Miglior film
- Sciampiste & Co. (Vénus beauté (Institut)), regia di Tonie Marshall
- Est-ovest - Amore-libertà (Est-Ouest), regia di Régis Wargnier
- Giovanna d'Arco (Jeanne d'Arc), regia di Luc Besson
- La ragazza sul ponte (La fille sur le pont), regia di Patrice Leconte
- I ragazzi del Marais (Les enfants du Marais), regia di Jean Becker

### Miglior regista
- Tonie Marshall - Sciampiste & Co. (Vénus beauté (Institut))
- Jean Becker - I ragazzi del Marais (Les enfants du Marais)
- Luc Besson - Giovanna d'Arco (Jeanne d'Arc)
- Michel Deville - La maladie de Sachs
- Patrice Leconte - La ragazza sul ponte (La fille sur le pont)
- Régis Wargnier - Est-ovest - Amore-libertà (Est-Ouest)

### Miglior attore
- Daniel Auteuil - La ragazza sul ponte (La fille sur le pont)
- Jean-Pierre Bacri - Kennedy et moi
- Albert Dupontel - La maladie de Sachs
- Vincent Lindon - La truffa degli onesti (Ma petite entreprise)
- Philippe Torreton - Ricomincia da oggi (Ça commence aujourd'hui)

### Miglior attrice
- Karin Viard - Haut les coeurs!
- Nathalie Baye - Sciampiste & Co. (Vénus beauté (Institut))
- Sandrine Bonnaire - Est-ovest - Amore-libertà (Est-Ouest)
- Catherine Frot - La dilettante
- Vanessa Paradis - La ragazza sul ponte (La fille sur le pont)

### Migliore attore non protagonista
- François Berléand - La truffa degli onesti (Ma petite entreprise)
- Jacques Dufilho - C'est quoi la vie?
- André Dussollier - I ragazzi del Marais (Les enfants du Marais)
- Claude Rich - Pranzo di Natale (La bûche)
- Roschdy Zem - La truffa degli onesti (Ma petite entreprise)

### Migliore attrice non protagonista
- Charlotte Gainsbourg - Pranzo di Natale (La bûche)
- Catherine Mouchet - La truffa degli onesti (Ma petite entreprise)
- Bulle Ogier - Sciampiste & Co. (Vénus beauté (Institut))
- Line Renaud - Belle maman
- Mathilde Seigner - Sciampiste & Co. (Vénus beauté (Institut))

### Migliore promessa maschile
- Eric Caravaca - C'est quoi la vie?
- Clovis Cornillac - Karnaval
- Romain Duris - Peut-être
- Laurent Lucas - Haut les coeurs!
- Robinson Stévenin - Mauvaises fréquentations

### Migliore promessa femminile
- Audrey Tautou - Sciampiste & Co. (Vénus beauté (Institut))
- Valentina Cervi - Rien sur Robert
- Émilie Dequenne - Rosetta
- Barbara Schulz - La dilettante
- Sylvie Testud - Karnaval

### Migliore sceneggiatura originale o miglior adattamento
- Tonie Marshall - Sciampiste & Co. (Vénus beauté (Institut))
- Michel Deville - La maladie de Sachs
- Serge Frydman - La ragazza sul ponte (La fille sur le pont)
- Pierre Jolivet e Simon Michaël - La truffa degli onesti (Ma petite entreprise)
- Danièle Thompson e Christopher Thompson - Pranzo di Natale (La bûche)

### Migliore fotografia
- Eric Guichard - Himalaya - L'infanzia di un capo (Himalaya, l'enfance d'un chef)
- Thierry Arbogast - Giovanna d'Arco (Jeanne d'Arc)
- Jean-Marie Dreujou - La ragazza sul ponte (La fille sur le pont)

### Miglior montaggio
- Emmanuelle Castro - Voyages
- Joëlle Hache - La ragazza sul ponte (La fille sur le pont)
- Sylvie Landra - Giovanna d'Arco (Jeanne d'Arc)

### igliore scenografia
- Philippe Chiffre - Rembrandt
- François Emmanuelli - Peut-être
- Jean Rabasse - Asterix & Obelix contro Cesare (Astérix et Obélix contre César)
- Hugues Tissandier - Giovanna d'Arco (Jeanne d'Arc)

### Migliori costumi
- Catherine Leterrier - Giovanna d'Arco (Jeanne d'Arc)
- Eve-Marie Arnault - Rembrandt
- Gabriella Pescucci e Caroline de Vivaise - Il tempo ritrovato (Le temps retrouvé, d'après l'oeuvre de Marcel Proust)

### Migliore musica
- Bruno Coulais - Himalaya - L'infanzia di un capo (Himalaya, l'enfance d'un chef)
- Pierre Bachelet - I ragazzi del Marais (Les enfants du Marais)
- Patrick Doyle - Est-ovest - Amore-libertà (Est-Ouest)
- Éric Serra - Giovanna d'Arco (Jeanne d'Arc)

### Miglior sonoro
- Vincent Tulli, François Groult e Bruno Tarrière - Giovanna d'Arco (Jeanne d'Arc)
- Paul Lainé e Dominique Hennequin - La ragazza sul ponte (La fille sur le pont)
- Guillaume Sciama e William Flageollet - I ragazzi del Marais (Les enfants du Marais)

### Miglior film straniero
- Tutto su mia madre (Todo sobre mi madre), regia di Pedro Almodóvar
- Essere John Malkovich (Being John Malkovich), regia di Spike Jonze
- Eyes Wide Shut, regia di Stanley Kubrick
- Ghost Dog - Il codice del samurai (Ghost Dog: The Way of the Samurai), regia di Jim Jarmusch
- La sottile linea rossa (The Thin Red Line), regia di Terrence Malick

### Migliore opera prima
- Voyages, regia di Emmanuel Finkiel
- Pranzo di Natale (La bûche), regia di Danièle Thompson
- Les convoyeurs attendent, regia di Benoît Mariage
- Haut les coeurs!, regia di Sólveig Anspach
- Karnaval, regia di Thomas Vincent

### Miglior cortometraggio
- Sale battars, regia di Delphine Gleize
- À l'ombre des grands baobabs, regia di Rémy Tamalet
- Acide animé, regia di Guillaume Bréaud
- Camping sauvage, regia di Giordano Gederlini
- 17 rue Bleue, regia di Chad Chenouga

### Premio César onorario
- Josiane Balasko
- Georges Cravenne
- Jean-Pierre Léaud
- Martin Scorsese